# Тополог (комуна)
Тополог (рум. Topolog) — комуна у повіті Тулча в Румунії. До складу комуни входять такі села (дані про населення за 2002 рік):
- Калфа (178 осіб)
- Лумініца (316 осіб)
- Мегуреле (316 осіб)
- Симбета-Ноуе (643 особи)
- Тополог (2519 осіб) — адміністративний центр комуни
- Фегерашу-Ноу (742 особи)
- Чербу (325 осіб)

Комуна розташована на відстані 187 км на схід від Бухареста, 47 км на південний захід від Тулчі, 81 км на північ від Констанци, 66 км на південний схід від Галаца.

## Населення
За даними перепису населення 2002 року у комуні проживали 5039 осіб.
Національний склад населення комуни:
| Національність   | Кількість осіб | Відсоток |
| ---------------- | -------------- | -------- |
| румуни           | 5037           | > 99,9%  |
| німці            | 1              | < 0,1%   |
| росіяни-липовани | 1              | < 0,1%   |

Рідною мовою назвали:
| Мова      | Кількість осіб | Відсоток |
| --------- | -------------- | -------- |
| румунська | 5036           | 99,9%    |
| німецька  | 2              | < 0,1%   |
| російська | 1              | < 0,1%   |

Склад населення комуни за віросповіданням:
| Релігія       | Кількість осіб | Відсоток |
| ------------- | -------------- | -------- |
| православні   | 5036           | 99,9%    |
| адвентисти    | 2              | < 0,1%   |
| римо-католики | 1              | < 0,1%   |